# Doliops serapavginae
Doliops serapavginae es una especie de escarabajo del género Doliops, familia Cerambycidae. Fue descrita científicamente por Barševskis en 2014.
Habita en Filipinas. Los machos y las hembras pueden medir 13,1-13,8 mm. El período de vuelo de esta especie ocurre en los meses de .